# Нурен, Адольф Готтард
Адольф Готтард Нурен (швед. Adolf Gotthard Noreen) (13 марта 1854—1925) — шведский языковед. Внёс значительный вклад в области скандинавистики, германистики (создатель классических исторических грамматик скандинавских языков), проблем общего языкознания, теории грамматики. Член Шведской королевской академии наук и фонда культуры им. Лэнгмана. Автор ряда научных трудов по грамматике и языкознанию.

## Биография
Адольф Готтард Нурен родился в коммуне Сунна, провинция Вермланд. В 1871 году начал обучение в Уппсальском университете и спустя шесть лет получил докторскую степень. В 1877 году Нурен стал доцентом кафедры скандинавских языков в Упсальском университете. Во время работы в этом университете Нурен познакомился с доктором философии, доцентом кафедры древнеанглийских языков Акселем Эрдманном. В 1882 году учёные совместно основали «Лингвистическое общество». В 1885 году Нурен основал «Орфографическое общество» вместе с языковедом, профессором славянских языков при Упсальском университете Юханом Августом Лунделлем. С 1887 по 1919 Нурен в качестве профессора скандинавских языков преподавал в Упсальском университете. В 1889 году стал членом научного общества при университете, в 1902 году — членом Шведской королевской академии словесности и Королевского комитета по географически названиям (швед. Kungliga Ortnamnskommittén). В 1917 году избран членом Шведская королевская академия наук, а в 1918 году — членом шведского фонда культуры им. Лэнгмана (швед. Längmanska kulturfondens nämnd). В период с 1919 по 1924 работал в качестве цензора во время сдачи студенческих экзаменов.

## Память
В знак признания заслуг Адольфа Готтарда Нурена перед Упсальским университетом в 1985 году было открыто «Общество Адольфа Нурена» (швед. Adolf Noreen-sällskapet). В его составе сотни членов, ведется активная научная деятельность, издается журнал «Язык и стиль» (швед. Språk och stil).